# Hastulopsis whiteheadae
Hastulopsis whiteheadae is een slakkensoort uit de familie van de Terebridae. De wetenschappelijke naam van de soort is voor het eerst geldig gepubliceerd in 1995 door Aubry & Marquet.